# Aspres-sur-Buëch
Aspres-sur-Buëch là một xã của tỉnh Hautes-Alpes, thuộc vùng Provence-Alpes-Côte d'Azur, đông nam nước Pháp.